# Misha Collins
Misha Collins (Boston, 20 augustus 1974) , geboren als Dmitri Tippens Krushnic, is een Amerikaans acteur, filmproducent, filmregisseur en scenarioschrijver.

## Biografie
Collins doorliep de high school aan de Northfield Mount Hermon School in Franklin County (Massachusetts) en hierna studeerde hij af aan de Universiteit van Chicago in Chicago. 
Collins begon in 1998 met acteren in de televisieserie Legacy, waarna hij nog meerdere rollen speelde in televisieseries en films. Hij is vooral bekend van zijn rol als Castiel in de televisieserie Supernatural waar hij in 122 afleveringen speelde (2008-2020). In 2014 won hij voor deze rol een People's Choice Award in de categorie Favoriete Platonische Relatie op TV.
Collins is in 2001 getrouwd en heeft hieruit twee kinderen.

## Filmografie

### Films
Uitgezonderd korte films.
- 2021 Encounter - als Dylan
- 2010 Stonehenge Apocalypse – als Jacob
- 2008 The Grift – als Buster
- 2008 Over Her Dead Body – als Brian
- 2007 Reinventing the Wheelers – als Joey Wheeler
- 2006 Karla – als Paul Bernardo
- 2003 Finding Home – als Dave
- 2003 Moving Alan – als Tony Derrick
- 2002 Par 6 – als Al Hegelman
- 1999 Girl, Interrupted – als Tony
- 1999 Liberty Heights – als Guy

### Televisieseries
Uitgezonderd eenmalige gastrollen.
- 2023 Gotham Knights - als Harvey Dent - 13 afl.
- 2021-2023 Bridgewater - als Jeremy Bradshaw - 11 afl.
- 2008-2020 Supernatural – als Castiel – 146 afl.
- 2011 Divine: The Series – als pastor Christopher – 3 afl.
- 2005-2006 ER – als Bret – 3 afl.
- 2002 24 – als Alexis Drazen – 7 afl.
- 1999 Charmed - als Eric Bragg - 1 afl.

### Filmproducent
- 2021-2022 Roadfood - televisieserie - 12 afl.
- 2021 Bridgewater - podcastserie - 10 afl.
- 2014 TSA America: Yeah, But Is It Ticking? - korte film
- 2014 TSA America: Suspicious Bulges - korte film
- 2013 TSA America: Just Relax - korte film
- 2011 Divine: The Series – televisieserie – 6 afl.
- 2008 Loot – documentaire

### Filmregisseur
- 2014 Behind the Scenes of Supernatural: A Fan's Perspective - korte film
- 2014 TSA America: Yeah, But Is It Ticking? - korte film
- 2014 TSA America: Suspicious Bulges - korte film
- 2014 Supernatural – televisieserie – 1 afl.
- 2013 TSA America: Just Relax - korte film
- 2010 Stranger Danger – korte film

### Scenarioschrijver
- 2014 Behind the Scenes of Supernatural: A Fan's Perspective - korte film
- 2014 TSA America: Yeah, But Is It Ticking? - korte film
- 2014 TSA America: Suspicious Bulges - korte film
- 2013 TSA America: Just Relax - korte film
- 2011 Divine: The Series – televisieserie – 3 afl.
- 2010 Stranger Danger – korte film

- Biblioteca Nacional de España: XX5403717
- Bibliothèque nationale de France: cb165072917 (data)
- Gemeinsame Normdatei: 1218808160
- International Standard Name Identifier: 0000 0003 6222 722X
- Library of Congress Control Number: no2010070799
- Nationale Bibliotheek van Tsjechië: pna2007397657
- Virtual International Authority File: 224445414
- WorldCat: E39PBJtxgBK4DfHvM8WFR4BdcP